# Дизюит-Монтань
Дизюит-Монта́нь (фр. Dix-Huit Montagnes, букв. «18 гор») — область до 2011 года на западе Кот-д’Ивуара. Является частью современного округа Монтань.
- Административный центр — город Ман.
- Площадь — 16 782 км², население — 1 334 387 человек (2010 год).

## География
На севере граничила с областью Бафинг, на северо-востоке с областью Вородугу, на востоке с областью О-Сассандра, на юге с областью Муайен-Кавелли, на западе с Либерией и Гвинеей.

## Административное деление
Область делилась на 6 департаментов:
- Ман
- Данане
- Банголо
- Бианкума
- Куибли (с 2005 г.)
- Зуан-Уньен (с 2005 г.)